# Bácsbokod-Bácsborsód vasútállomás
Bácsbokod-Bácsborsód vasútállomás egy Bács-Kiskun vármegyei vasútállomás, Bácsbokod településen, a MÁV üzemeltetésében. A belterület déli részén helyezkedik el, az 5505-ös út vasúti keresztezése mellett, közúti elérését az előbbiből keletnek kiágazó 55 305-ös számú mellékút teszi lehetővé.

## Vasútvonalak
Az állomást az alábbi vasútvonalak érintik:
- Bátaszék–Kiskunhalas-vasútvonal

## Kapcsolódó állomások
A vasútállomáshoz az alábbi állomások vannak a legközelebb:
- Mátéházapuszta vasútállomás (Bátaszék–Kiskunhalas-vasútvonal)
- Óalmás megállóhely (Bátaszék–Kiskunhalas-vasútvonal)

## Forgalom
| Járat             | Útvonal | Gyakoriság |
| ----------------- | --- | ---------- |
| személyvonat      | Baja – Bácsbokod-Bácsborsód – Almás – Bácsalmás – Mélykút – Jánoshalma – Erdőszél – Kunfehértó – Kiskunhalas | Napi 2 pár |
| személyvonat      | Baja – Bácsbokod-Bácsborsód – Almás – Bácsalmás – Mélykút – Jánoshalma – Erdőszél – Kunfehértó – Kiskunhalas – Harkakötöny – Tajó – Kiskunmajsa – Jászszentlászló – Galambos – Kiskunfélegyháza                                      | Napi 1 pár |
| Kiskun InterRégió | Baja – Bácsbokod-Bácsborsód – Almás – Bácsalmás – Mélykút – Jánoshalma – Erdőszél – Kunfehértó – Kiskunhalas – Harkakötöny – Tajó – Kiskunmajsa – Jászszentlászló – Galambos – Kiskunfélegyháza – Kunszállás – Városföld – Kecskemét | 2 óránként |